# فيلي كلارك (لاعب كرة قاعدة)
فيلي كلارك (بالإنجليزية: Willie Clark)‏ هو لاعب كرة قاعدة أمريكي، ولد في 1872 في بيتسبرغ في الولايات المتحدة، وتوفي بنفس المكان في 13 نوفمبر 1932.

## وصلات خارجية
- فيلي كلارك على موقعبيزبول رفرنس.كوم (الدوري الرئيسي) (الإنجليزية)
- فيلي كلارك على موقعبيزبول رفرنس.كوم (الدوري الثانوي) (الإنجليزية)